# Antiguraleus multistriatus
Antiguraleus multistriatus är en snäckart som beskrevs av Dell 1956. Antiguraleus multistriatus ingår i släktet Antiguraleus och familjen kägelsnäckor. Inga underarter finns listade i Catalogue of Life.